# Adelina Catalani
Adelina Catalani talvolta citata anche come Adelaide o Adele (Tolosa, ... – ...; fl. 1818-1832) è stata un soprano italiano di origine francese.
Oggi è ricordata in gran parte per le circostanze relative alla sua interpretazione del ruolo di soprano principale nella prima opera teatrale di Gaetano Donizetti, Enrico di Borgogna, nel 1818.

## Biografia
La Catalani era conosciuta come la cognata della famosa e la  Catalani juniore per distinguerla dalla ben nota Angelica Catalani, della quale venne descritta come una cognata in varie fonti. François-Joseph Fétis dichiarò che sarebbe stata di origine francese e indicò come suo luogo di nascita Tolosa. Continuò affermando che aveva una bella voce che aveva sviluppato senza difficoltà prima di essere sposata e affidata al fratello di Catalani, con il quale si trasferì in Italia. Al tempo in cui fu scritturata per cantare Enrico di Borgogna, era conosciuta solo come cantante di accademie, o di recital di musica da camera; di conseguenza, la sua esibizione nell'opera di Donizetti doveva essere il suo esordio sul palcoscenico. Il compositore fu soddisfatto della sua voce, descrivendola in una lettera al suo insegnante Giovanni Simone Mayr come una "gran bella voce", una "bella e grande voce", e indicando che aveva intenzione di riscrivere la sua parte per adattarla meglio alla sua vocalità.
L'opera Enrico di Borgogna fu presentata, per la prima volta, il 14 novembre 1818 al Teatro San Luca di Venezia ma non poté essere eseguita nella sua interezza. La Catalani svenne per la paura del palcoscenico alla fine del primo atto, e di conseguenza una parte del suo ruolo, nel secondo atto, dovette essere omessa e il suo posto nel finale dell'opera venne preso da un'altra cantante. L'indisposizione della Catalani venne notata dal critico del Nuovo Osservatore Veneziano, che scrisse del modo in cui l'opera era stata "maltrattata" dal suo cast, ma diede considerazioni favorevoli al talento di Donizetti. Dopo l'evento, il soprano si riprese sufficientemente per cantare l'opera completa il 15 e 16 dicembre.
La Catalani ebbe una carriera di secondo piano esibendosi in molti teatri, ed è nota per aver cantato a Odessa come componente della compagnia di Luigi Buonavoglia, e poi a San Pietroburgo. Nel 1828 fece il suo esordio al Théâtre de la comédie italienne nel ruolo di Isabella ne L'italiana in Algeri di Gioachino Rossini, una performance che ebbe un riscontro tutt'altro che favorevole. Fétis, nella sua rassegna della serata, scrisse che sembrava colpita dalla paura del palcoscenico e che cantava con "timidezza". Definì la reazione del pubblico alla sua esibizione fredda e indifferente e descrisse la serata come la peggiore che avesse mai trascorso in quel teatro. La sua esibizione nel ruolo di Amenaide nel Tancredi di Rossini, nello stesso teatro l'anno successivo, fu accolta un po' meglio. Nel 1831 si recò a cantare a Napoli. Successivamente viene indicata nella compagnia del Teatro alla Scala, nel 1832, dove cantò il ruolo di Elena nella prima di Elena e Malvina di Francesco Schira il 17 novembre, ma scompare dalle scene subito dopo.